# Põlise leppe kivid
Põlise leppe kivid, nazývané také Pühalepa Põlise leppe kivid, Põhilise leppe kivid, Püha leppe kivid, Otimägi či Vanapagana kivid, česky lze přeložit např. jako Kameny staré smlouvy, je prehistorická mohyla tvořená z velkých bludných balvanů u vesnice Pühalepa na ostrově Hiiumaa v kraji Hiiumaa v Estonsku.

## Další informace
Kuželovitá mohyla z navršených bludných balvanů je v kruhu o průměru 18 m a výšce 2,3 m na ploše 1000 m². Předpokládá se, že pochází z doby bronzové. O původu této mohyly existuje několik legend. Přesná funkce lokality není známa. Bludné balvany pocházejí z Finska byly do okolí dopraveny zaniklým ledovcem v době ledové. Od roku 1962 je objekt památkově chráněn. Záběry z místa byly použity ve filmu Kiviaed.

## Galerie

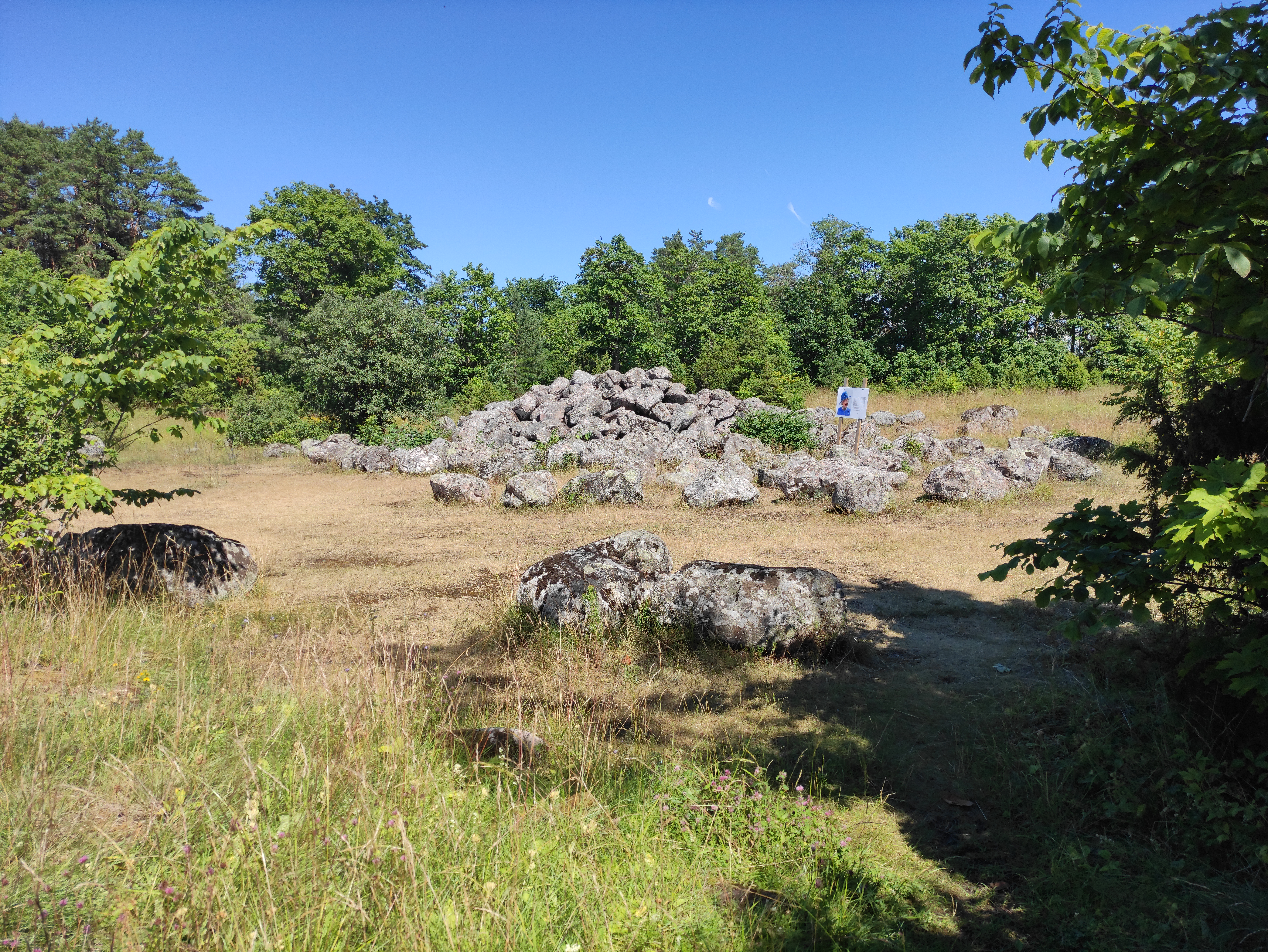
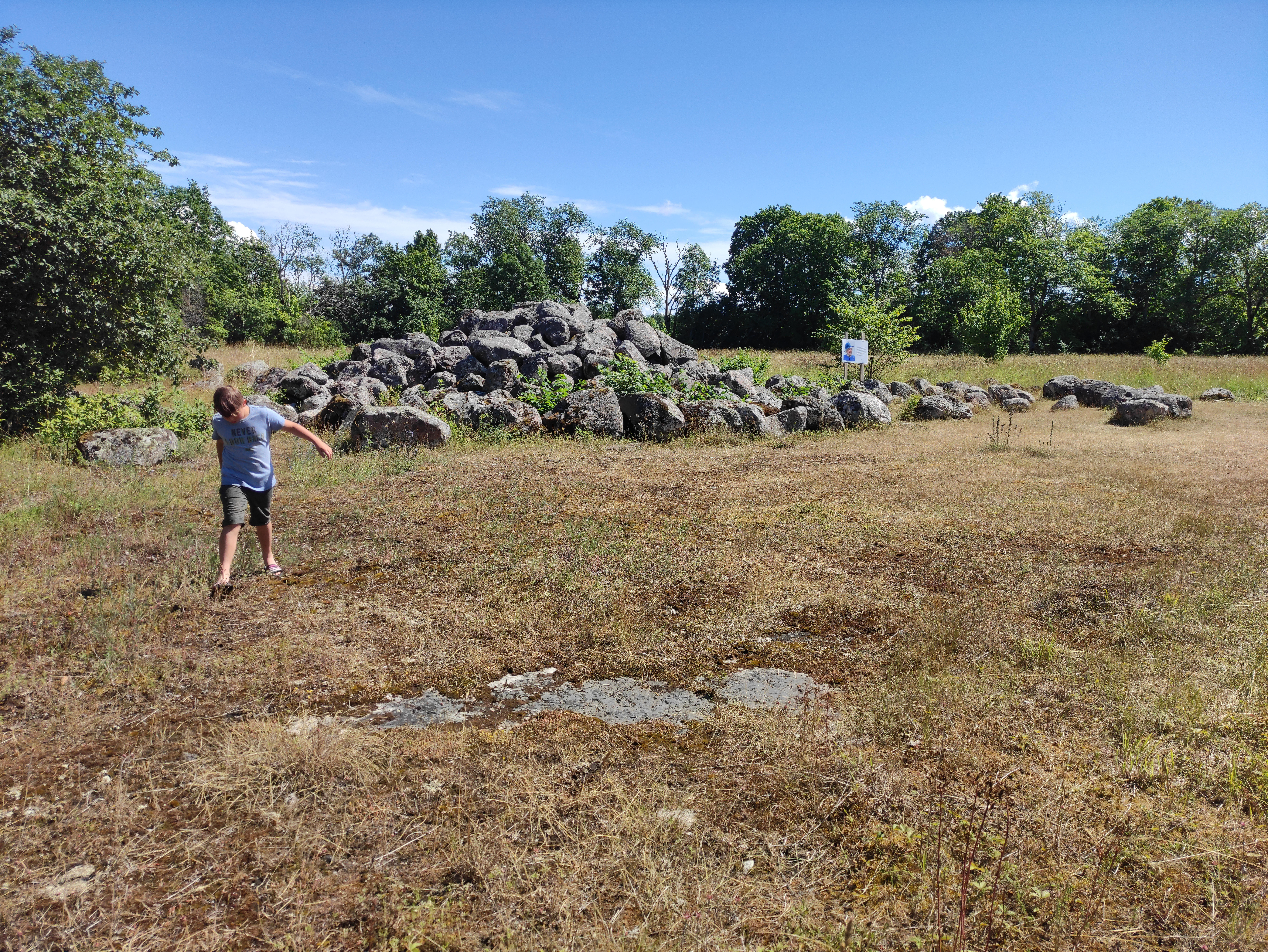